# Oscar Ortiz
Oscar Alberto Ortiz (8 de abril de 1953) é um ex-futebolista argentino. Foi campeão do mundo pela seleção de seu país na Copa do Mundo FIFA de 1978.